# Navio-museu

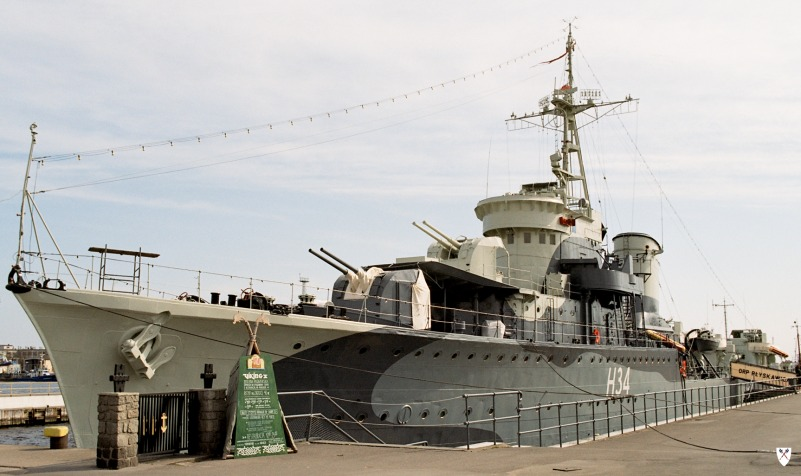
O contratorpedeiro polonês transformado em navio museu em 1976, após quarenta anos de serviço.

Um navio-museu, por vezes chamado de navio memorial, é um navio antigo que foi preservado e convertido em um museu aberto ao público em geral.

## Navios-museus famosos

### Marinha dos Estados Unidos
- USS Missouri
- USS Texas
- USS Iowa (BB-61)
- USS New Jersey (BB-62)
- USS Wisconsin (BB-64)
- USS Massachusetts (BB-59)
- USS Alabama (BB-60)
- USS North Carolina (BB-55)
- USS Yorktown (CV-10)
- USS Intrepid (CV-11)
- USS Lexington (CV-16)
- USS Midway (CV-41)
- USS Torsk (SS-423)
- USS Cavalla (SS-244)
- USS Drum (SS-228)
- USS Constitution

### Marinha Real Britânica
- HMS Victory
- HMS Belfast
- HMS Caroline (1914)

### Marinha Imperial Japonesa
Mikasa

## Kriegsmarine
- U-995
- U-505
- U-534

- U-2540